# Tyska arbetarpartiet

DAP-symbol, från ett foto av en partinål

Tyska arbetarpartiet (tyska: Deutsche Arbeiterpartei, DAP) var ett politiskt parti som grundades 5 januari 1919 i Bayerns huvudstad München, av den före detta cafémusikern och låssmeden Anton Drexler. Namnet byttes senare till Nationalsocialistiska tyska arbetarepartiet (NSDAP). 
DAP skall inte förväxlas med det sudettyska (Mähren) parti där redan 1904-1918 ett Deutsche Nationalsozialistische Arbeiterpartei (DNSAP) funnits och som på 1910-talet var representerat i Österrikes parlament, riksrådet. De använde även svastikan som partisymbol.  Termen ’nationell socialism’ eller ’nationalsocialism’ var i ropet redan under 1890-talet. 

## Historia

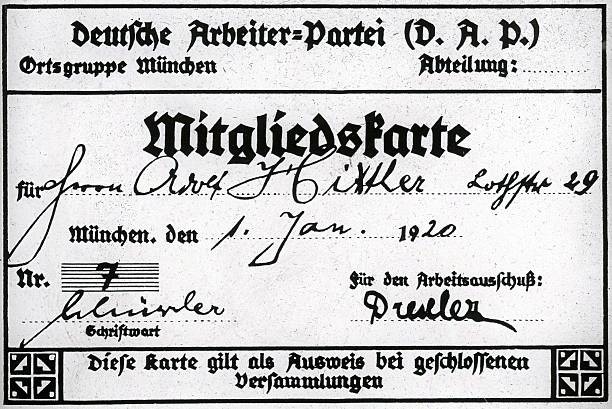
En förfalskning av Adolf Hitlers medlemskort i DAP. Hitler valdes senare till partiets sjunde ledamot i partiets centralkommitté, och försökte senare hävda att han varit den sjunde medlemmen i partiet och en av medgrundarna. I själva verket var hans medlemsnummer 555. Medlemsregistret började med nummer 501, för att dölja hur få medlemmar man i själva verket i början hade.

Partibildningen var en fortsättning på Drexlers och journalisten Karl Harrers i oktober 1918 stiftade Arbeiter-Ringe/Deutschen Arbeiterverein, och dess huvudsyfte var att nå ut till nationellt sinnade arbetare (vilka Drexler räknade till medelklassen) med sitt völkisch-nationalistiska budskap. Till partiet slöt sig strax medlemmar ur det högerradikala så kallade Thulesällskapet i samma stad, bland dem ingenjören och ekonomen Gottfried Feder, författaren Dietrich Eckart, arkitekten Alfred Rosenberg och officeren och frikåristen Rudolf Hess. Under 1919 anslöt sig även Ernst Röhm till partiet.

## Ideologi
DAP var till sin karaktär starkt nationalistiskt, uttalat antisemitiskt, antikapitalistiskt, antiproletärt och antimarxistiskt samt motsatte sig kraftfullt försöken att upprätta en bayersk socialistisk rådsrepublik 1919. De var motståndare till Versaillesfördraget och vad de ansåg vara "novemberförbrytarna" och deras skapelse, Weimarrepubliken. Då partiet inte accepterade parlamentarismen och demokratin som styrelseform, ställde det av princip inte heller upp i allmänna val. 

## DAP blir NSDAP

Adolf Hitler som var anställd som Bildungsoffizier, antikommunistisk propagandist fick i september 1919 uppdrag att infiltrera det då hemliga partiet för att utröna dess ståndpunkter. 12 september 1919 besökte han ett partimöte där Gottfried Feder talade och kom där i debatt med en partimedlem. Anton Drexler imponerades av Hitlers talekonst och erbjöd honom att ansluta sig till DAP. Hitler själv kom att få sympatier för Feders åsikter och efter att ha fått arméns godkännande anslöt han sig 19 oktober 1919 till Partiet. Hitler höll sitt första tal för partiet redan samma månad. Hans första möte som lockade 111 besökare skall enligt Karl Harrer ha varit ett misslyckande, men sympatierna ökade vid de båda följande mötena antalet åhörare till 130 respektive 200. Ganska snart uppkom dock konflikter mellan Hitler och Harrer. Harrer menade att Hitler led av megalomani och narcissistisk personlighetsstörning. Efter fortsatta konflikter valde Harrer 5 januari 1920 att lämna partiet och Anton Drexler tog över som ordförande. Samtidigt blev Hitler propagandaansvarig inom centralkommittén.
Den 24 februari 1920 hölls ett massmöte i ölhallen Hofbräuhaus i München med Adolf Hitler som talare. Där ändrades partinamnet till Nationalsozialistische Deutsche Arbeiterpartei (NSDAP) och partiet offentliggjorde sitt partiprogram i 25 punkter med bland annat krav om en ny tysk "folkstat". Det var baserat på det av Rudolf Jung 1913 i Tjeckien för Deutsche Arbeiterpartei in Österreich utarbetade Igalu-programmet. Rudolf Jung hade 1919 tvingats lämna Österrike och anslutit sig till Tyska arbetarpartiet (DAP). Programmet hade bearbetats av Drexler, Feder och Hitler. Särskilt Feder hade infogat sina antikapitalistiska och nationellt radikalt socialistiska åsikter i detsamma. Till de senare hörde bland annat:
pkt 11 - avskaffandet av ränteslaveriet, inga arbetsfria inkomster
pkt 13 - ”Vi kräver nationalisering av alla företag som idag tillhör truster”
pkt 14 - ”Vi kräver delaktighet i storföretagens vinster”
pkt 17 - ”Vi kräver en jordreform anpassad till våra nationella behov, utfärdandet av en lag som möjliggör expropriering utan skadestånd av mark som skall användas för allmännyttiga syften - avskaffandet av markskatt och ett slut på markspekulation” 
pkt 18: - ”Vi kräver en obarmhärtig kamp mot dem som genom sin verksamhet skadar det allmänna intresset. Brottslingar, schackrare, ockrare etc. bör straffas med döden, utan hänsyn till religiös bekännelse eller ras”. 
25-punkts programmet grundas enligt pkt 19 på en ”materialistisk världsuppfattning”.
Betoningen i 25-punkts programmet var annars: nej till Versaillesfördraget, försvar för tyskheten, nej till judars likaberättigande, nej till ocker, ja till förstatligande av rustningsindustrin och bankerna, ja till införande av presscensur, ja till omfördelning av löner och vinster, ja till införande av ålderspension och gratis utbildning.  Partiet var således uttryckligen antisemitiskt. Några punkter föreslog nationell upprustning för hälsa och välstånd för alla medborgare, med mödraskapsrättigheter, barnens rätt, med förbud mot barnarbete. 
I juli 1921 utmanövrerades Drexler av Hitler genom att utnämnas till hedersordförande medan Hitler övertog ordförandeskapet i partiet. Han skaffade sig diktatoriska befogenheter, i enlighet med den så kallade führerprincipen. Under denna tid förändrades partiet från politisk diskussionsklubb till aktiv partiverksamhet med uttalade maktambitioner, något som också nådde sin kulmen 1923 genom det misslyckade statskuppförsöket i München, varvid partiet förbjöds. 
När NSDAP tvingades upplösas efter Ölkällarkuppen 1923, slogs Deutschvölkische Freiheitspartei (DVFP) och National-Socialistische Freiheitspartei (NSFP) samman till Nationalsozialistische Freiheitsbewegung, (NSFB) vilken ställde upp i valet 1924. De erövrade två miljoner röster. Drexler engagerade sig i det kortlivade Völkischer Block och satt i Bayerska parlamentet 1924–1928. Den 12 februari 1924 upplöste Ludendorff NSFB eftersom NSDAP återuppstod precis innan förbudet hävdes.
Det legaliserades åter 1925, efter löften om verkan på författningsenlig grund.

### Webbkällor
- ”Deutsche Arbeiterpartei (DAP)” (på tyska). Deutsches Historisches Museum. Arkiverad från originalet den 3 februari 2014. https://www.webcitation.org/6N7YFTp6X?url=http://www.dhm.de/lemo/html/weimar/wegbereiter/dap/. Läst 3 februari 2014.